# Harald Hedjerson
Harald Nils Hedjerson, auch Hans Hedjerson oder Hasse Hedjerson (* 1. April 1913 in Nacka; † 13. Januar 1966 ebenda) war ein schwedischer Skisportler.

## Werdegang
1932 gewann Hedjerson seinen ersten Schwedischen Meistertitel im Einzel der Nordischen Kombination. Diesen Erfolg wiederholte er 1934, 1935 und 1937. In Innsbruck erreichte er bei der Nordischen Skiweltmeisterschaft 1933 im Skispringen den 31. Platz von der Normalschanze und im Abfahrtslauf den 41. Platz. Bei den Olympischen Winterspielen 1936 in Garmisch-Partenkirchen startete er in der Nordischen Kombination, konnte das Rennen jedoch nicht beenden. 1937 gewann er bei den ersten Schwedischen Meisterschaften im Alpinen Skisport den Schwedischen Meistertitel im Slalom. Bei den Nordischen Skiweltmeisterschaften 1938 in Lahti verpasste er im Einzel der Kombination mit dem vierten Platz nur knapp die Medaillenränge. Im Skisprungwettbewerb erreichte er mit Sprüngen auf 58,5 und 59 Meter den 44. Platz.